# Кераціні
Кераціні (грец. Κερατσίνι), давньогрецька/кафаревуса Керацініон, або Керацініо — муніципалітет в Греції, в номі Пірей, південно-західне передмістя міста Пірея. Кераціні розташований на південь від Елевсіна та GR-9, на захід — від Кіфісії та проспекту Кіфісіас, за 4 км на північний захід від міста Пірей.

## Історія
на початку 20 століття район Кераціні був типово сільськогосподарським. Міський розвиток змінив більшу частину сільськогосподарських угідь в період між 1930 і 1950-ми роками. Сьогодні більшість площі муніципалітету урбанізована або й зайнята житловою забудовою. Скелястий ландшафт Егалео лежать на північ від Кераціні. Промисловість розвинена на південному заході муніципалітету, із наближенням до порту Пірея. Район, що використовувався для видобутку корисних копалин в 1960-х роках перетворений на паркову зону.
Район Кераціні пов'язаний із Скарамангасом автошляхом GR-8A/E94 і проспектом Афінон, із муніципалітетом Перама — проспеками Ламбракіс і Петру Раллі. До Пірейської гавані веде автошлях, яким можуть користуватись тільки вантажівки.

## Населення
| Рік  | Населення |
| ---- | --------- |
| 1981 | 74,179    |
| 1991 | 71,982    |
| 2001 | 76,102    |